# Mangunegara
Mangunegara is een bestuurslaag in het regentschap Purbalingga van de provincie Midden-Java, Indonesië. Mangunegara telt 3300 inwoners (volkstelling 2010).